# ماسيزيس ينفيرساليز

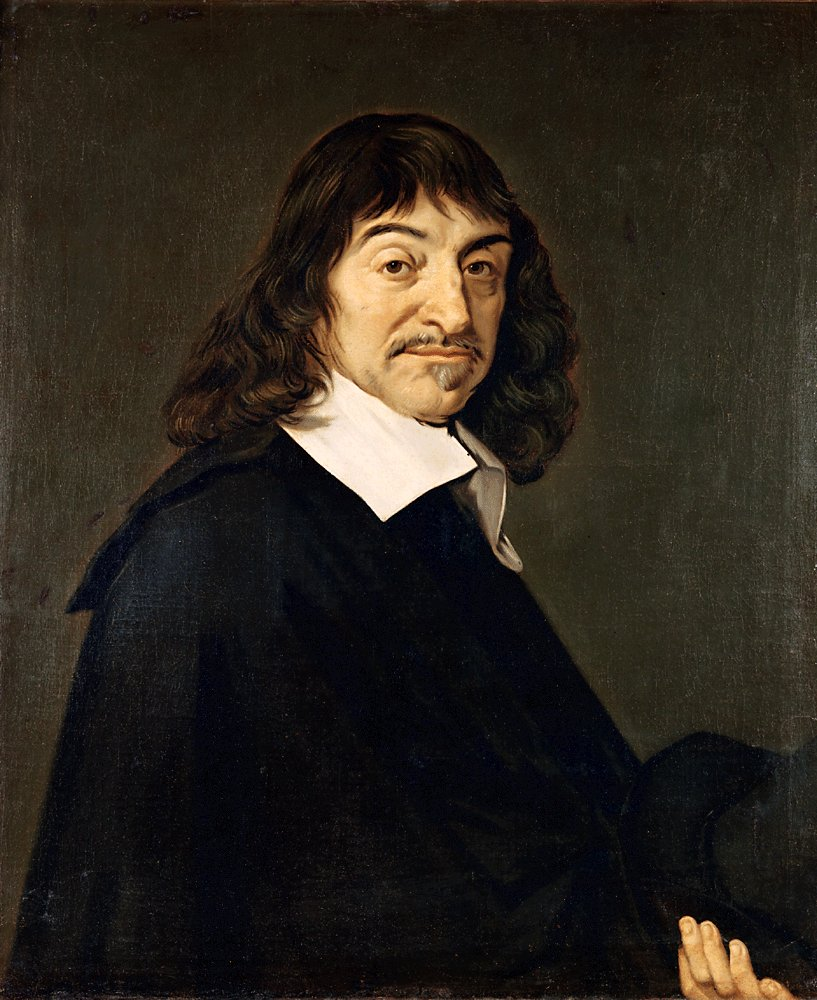

ماسيزيس ينفيرساليز (Greek μάθησις, mathesis «العلم أو التعليم»، باللاتينية universalis «عام») هو علم افتراضي عام يقوم على الرياضيات وضعه ديكارت ولايبنيز، بالإضافة إلى مجموعة من فلاسفة ورياضيي القرنين السادس عشر والسابع عشر الأقل أهمية. وقد استدعى جون واليس الاسم من عنوان كتاب حول الهندسة الديكارتية. وبالنسبة للايبنيز، يمكن دعم ذلك من خلال حساب التفاضل والتكامل.
وقد ظهر أوضح وصف من ديكارت حول العلم العام في القاعدة الرابعة في كتابه Rules for the Direction of the Mind، الذي كتبه قبل 1628.
وقد تم التعبير عن الرغبة في الحصول على لغة أكثر مثالية من أي لغة طبيعية قبل ليبنيز على يد جون ويلكينز في كتابه An Essay towards a Real Character and a Philosophical Language الصادر في 1668.
ويحاول ليبنيز توضيح الصلات المحتملة بين الجبر والتفاضل والتكامل والشخصية العام في بحث غير كامل تحت اسم "Mathesis Universalis" صدر في عام 1695.
ويمكن النظر إلى منطق المسند على أنه نظام حديث يحتوي على بعض هذه السمات العامة، على الأقل فيما يتعلق بالرياضيات وعلوم الكمبيوتر. وبشكل أكثر عمومية، فإن ماسيزيس ينفيرساليز، ربما بالإضافة إلى جبر فرانسوا فيت، يمثل إحدى أولى المحاولات لوضع نظام رسمي.

## وصلات خارجية
- Raul Corazzon's Ontology web page: Mathesis Universalis with a bibliography